# Équipe de la Barbade de cricket
L'équipe de Barbade de cricket représente la Barbade dans les compétitions inter-régionales dans les Caraïbes, organisées par le West Indies Cricket Board, qui administre le cricket dans les Antilles anglophones. Elle ne participe qu'exceptionnellement à des rencontres internationales : ses meilleurs joueurs peuvent être sélectionnés au sein de l'équipe des Indes occidentales qui, elle, dispute des matchs internationaux.
Gérée par la Barbados Cricket Association, Barbade a remporté à dix-huit reprises la principale compétition de first-class cricket des Indes occidentales, en plus d'un titre partagé, ce qui constitue un record dans cette épreuve. Elle a fourni aux Indes occidentales des joueurs de renom, Garfield Sobers notamment. Elle dispute ses matchs à domicile au Kensington Oval.

## Historique
La première rencontre entre colonies britanniques des Caraïbes oppose en 1865 l'équipe de la Barbade et celle de Demerara (actuel Guyana). À domicile, Barbade remporte facilement le match. Barbade, Demerara et Trinité se rencontrent en 1891 pour un tournoi triangulaire. À partir de 1893, ces trois équipes sont les protagonistes du Tournoi inter-colonial, organisé d'abord de manière biennale puis tous les ans. Barbade ne comprend à cette époque que des joueurs blancs, les noirs en étant exclus.
Barbade domine la compétition jusqu'en 1926-1927, remportant notamment sept fois le trophée avant la Première Guerre mondiale et trois après, puis décline après cette date. Le tournoi s'arrête définitivement avec la Seconde Guerre mondiale. Après celle-ci, des matchs entre entités des Caraïbes sont organisés mais pas de compétition, jusqu'au lancement du Shell Shield (aujourd'hui Regional Four Day Competition) en 1965-1966. Barbade en détient le record de victoires finales, 18.

## Palmarès
- Regional Four Day Competition et prédécesseurs (18)[3] : 1965-66, 1966-67, 1971-72, 1973-74, 1976-77, 1977-78, 1978-79, 1979-80, 1981-82, 1983-84, 1985-86, 1990-91, 1994-95, 1996-97, 1998-99, 2000-01, 2002-03, 2003-04, 2006-07, partagé (1) : 1975-76.
- Tournoi inter-colonial, compétition entre les équipes de la Barbade, de la Guyane britannique et de Trinité entre 1891 et 1939 (11) : 1891-92, 1893-1894, 1897-1898, 1899-00, 1905-06, 1908-09, 1910-11, 1911-12, 1922-23, 1923-24, 1926-27, partagé (1) : 1921-22.
- WICB Cup et prédécesseurs (5)[4] : 1972-73, 1975-76, 1976-77, 1987-88, 2002-03.
- Stanford 20/20 : aucun.

Barbade compte une seule apparition dans une compétition internationale, lors des Jeux du Commonwealth de 1998 (la seule fois où une épreuve de cricket a figuré au programme des Jeux du Commonwealth), les compétitions auxquelles elle prend part étant des trophées inter-régionaux organisés par le West Indies Cricket Board. Barbade a été éliminée au premier tour de ces Jeux, finissant deuxième de sa poule derrière l'Afrique du Sud.

## Principaux joueurs
Les plus célèbres joueurs de l'équipe nationale de la Barbade incluent : Conrad Hunte, Wes Hall, Charlie Griffith (en),  David Holford (en), Joel Garner (en), Gordon Greenidge (en), Desmond Haynes (en), Jason Holder (en), Malcolm Marshall, Garry Sobers, Seymour Nurse (en), Kemar Roach, Wayne Daniel (en), Shai Hope (en), Clyde Walcott, Everton Weekes et Frank Worrell.